# Leeu-Gamka
Leeu-Gamka è una cittadina sudafricana situata nella municipalità distrettuale di Central Karoo nella provincia del Capo Occidentale.

## Geografia fisica
Il piccolo centro abitato sorge nel Karoo a circa 355 chilometri a nord-est di Città del Capo.